# Processo r

Nucleosintesi di nuclei ricchi di neutroni attraverso il processo di cattura rapida di neutroni.

Il processo r è un processo di nucleosintesi che solitamente si verifica all'interno del nucleo di una supernova, ed è responsabile della creazione di circa la metà dei nuclei atomici ricchi di neutroni che sono più pesanti del ferro. Il processo comporta una successione di catture neutroniche rapide (da cui il nome processo r) mediante nuclei semi pesanti, tipicamente 56Fe o altri isotopi pesanti più ricchi di neutroni.
L'altro meccanismo predominante per la produzione di elementi pesanti è il Processo s, che induce la nucleosintesi per mezzo di catture lente (slow in inglese) di neutroni, che avvengono principalmente nelle stelle appartenenti al ramo asintotico delle giganti. Il processo s è un processo secondario, nel senso che richiede isotopi pesanti preesistenti come nuclei seme da convertire in altri nuclei pesanti.
Presi insieme questi due processi sono responsabili della maggior parte dell'evoluzione chimica galattica degli elementi più pesanti del ferro.

## Storia
L'esistenza di una qualche forma di cattura rapida dei neutroni cominciò ad emergere nel 1956, risultando necessaria per spiegare le abbondanze relative di elementi pesanti riscontrate in una tavola delle abbondanze appena pubblicata da Hans Suess e Harold Urey. Gli isotopi radioattivi devono catturare un altro neutrone più velocemente di quanto subiscano il decadimento beta al fine di creare i picchi di abbondanza nel germanio, nello xeno e nel platino. Secondo il modello nucleare a guscio, i nuclei radioattivi che decadrebbero negli isotopi di questi elementi hanno gusci neutronici vicino alla linea di sgocciolamento nucleare, dove non possono essere aggiunti ulteriori neutroni. Quei picchi di abbondanza creati mediante cattura neutronica rapida implicavano che altri nuclei potevano essere spiegati da tale processo. Questo processo di cattura neutronica rapida negli isotopi ricchi di neutroni è chiamato processo R (solitamente processo r). Una tavola che ripartisce gli isotopi pesanti fenomenologicamente tra il Processo s e il processo r fu pubblicata nel 1957 nel famoso articolo di rivista B2FH, che diede il nome al processo e descrisse a grandi linee la fisica che ne sta alla base. L'articolo B2FH elaborò anche la teoria della nucleosintesi stellare e pose le basi concettuali per l'astrofisica nucleare contemporanea.
Il processo r descritto dall'articolo B2FH fu calcolato per la prima volta in funzione del tempo al Caltech da Phillip Seeger, William A. Fowler e Donald D. Clayton, che riuscirono a ottenere la prima stima accurata delle abbondanze del processo r e mostrarono la loro evoluzione nel tempo. Usando calcoli di natura teorica, essi furono anche in grado di ottenere una più precisa ripartizione quantitativa tra il processo s e il processo r nella tavola delle abbondanze degli isotopi pesanti, definendo in tal modo una curva più affidabile per le abbondanze degli isotopi del processo r di quanto era stato in grado di definire il B2FH. Oggi le abbondanze del processo r sono determinate usando la loro tecnica di sottrarre le abbondanze isotopiche del processo s, più affidabili, dalle abbondanze isotopiche totali e attribuendo la rimanenza alla nucleosintesi del processo r. Questa curva delle abbondanze del processo r (rispetto al peso atomico) assomiglia in modo soddisfacente ai calcoli delle abbondanze sintetizzate con il processo fisico.
La maggior parte degli isotopi ricchi di neutroni degli elementi più pesanti del nichel sono prodotti, esclusivamente o in parte, dal decadimento beta di materiale altamente radioattivo sintetizzato durante il processo r mediante il rapido assorbimento, uno dopo l'altro, dei neutroni creati durante le esplosioni. La creazione di neutroni liberi mediante cattura elettronica durante il rapido collasso ad alta densità del nucleo della supernova, insieme alla costituzione di alcuni nuclei seme ricchi di neutroni, rende il processo r un processo primario; vale a dire, un processo che può verificarsi perfino in una stella di H ed He puri, in contrasto con il B2FH che lo aveva definito come un processo secondario che richiede la preesistenza di atomi di ferro.
Le prove osservative dell'arricchimento delle stelle con il processo r, applicato all'evoluzione delle abbondanze della galassia delle stelle, furono esposte da James W. Truran nel 1981. Egli e molti astronomi successivi dimostrarono che la distribuzione delle abbondanze degli elementi pesanti nelle stelle più antiche povere di metalli corrispondeva a quella della forma della curva del processo r nel sole, come se la componente del processo s fosse assente. Questo si accordava bene con l'ipotesi che il processo s non fosse ancora incominciato nelle stelle giovani, dal momento che occorrono circa 100 milioni di anni di storia galattica per farlo iniziare. Queste stelle erano nate prima di quell'epoca, dimostrando che il processo r si genera immediatamente nelle stelle massicce in rapida evoluzione che diventano supernove. La natura primaria del processo r è confermata dall'osservazione degli spettri delle abbondanze in vecchie stelle nate quando la metallicità galattica era ancora piccola, ma conteneva nondimeno la loro porzione di nuclei da processo r. 
Questo promettente scenario, benché generalmente sostenuto dagli esperti di supernove, deve ancora arrivare a un calcolo totalmente soddisfacente delle abbondanze derivanti dal processo r, perché il problema nel suo complesso è estremamente impegnativo dal punto di vista computazionale, anche se i risultati finora ottenuti sono incoraggianti.
Il processo r è responsabile della distribuzione naturale di elementi radioattivi, come l'uranio e il torio, nonché degli isotopi più ricchi di neutroni di ogni elemento pesante.

## Fisica nucleare
Immediatamente dopo la forte compressione degli elettroni in una supernova in cui avviene il collasso del nucleo, il decadimento beta meno si arresta, perché l'alta densità degli elettroni riempie tutti gli stati disponibili per gli elettroni liberi fino a un'Energia di Fermi che è maggiore dell'energia del decadimento nucleare beta. Ma la cattura nucleare di questi elettroni liberi è ancora attiva e questo causa una crescente neutronizzazione della materia (cioè il processo in cui protoni ed elettroni si fondono per formare un neutrone con l'emissione di un neutrino). Ne risulta una densità estremamente elevata di neutroni liberi che non possono decadere, e che danno conseguentemente luogo a un grande flusso neutronico (dell'ordine dei 1022 neutroni per cm2 per secondo) e alte temperature. In seguito all'espansione e conseguente raffreddamento del flusso, la cattura neutronica da parte dei nuclei pesanti ancora esistenti avviene molto più velocemente del decadimento beta meno. Di conseguenza, il processo r si muove lungo la parte alta della linea di sgocciolamento nucleare e si creano nuclei ricchi di neutroni altamente instabili.
Tre processi che interessano la risalita sulla parte alta della linea di sgocciolamento nucleare sono: un notevole decremento della sezione trasversale della cattura neutronica nei nuclei con gusci neutronici chiusi, il processo inibitorio della fotodisintegrazione e il grado di stabilità nucleare nella regione degli isotopi pesanti. Quest'ultimo fenomeno termina il processo r quando i suoi nuclei pesanti diventano instabili alla fissione spontanea, che si ritiene attualmente sia nella regione ricca di neutroni della tabella dei nuclidi quando il numero totale dei nucleoni si avvicina a 270. Dopo che il flusso neutronico decresce, questi nuclei radioattivi altamente instabili subiscono una rapida successione di decadimenti beta finché non raggiungono i nuclei più stabili, ricchi di neutroni. Così, mentre il Processo s crea un'abbondanza di nuclei stabili che hanno gusci neutronici chiusi, il processo r crea un'abbondanza di nuclei circa 10 uma al di sotto dei picchi del processo s, come risultato del ritorno del decadimento verso la stabilità.

## Siti astrofisici
I siti in cui vi è la più alta probabilità che si instauri il processo r sono le supernove con collasso del nucleo (cioè quelle con spettri di tipo Ib, Ic e II), che forniscono le condizioni fisiche necessarie per il processo r. Tuttavia, l'abbondanza dei nuclei per il processo r comporta o che soltanto una piccola frazione delle supernove eiettino i nuclei per il processo r nel mezzo interstellare, o che ogni supernova eietti soltanto una piccolissima quantità di materiale per il processo r. Una soluzione alternativa proposta recentemente è che anche le fusioni tra stelle di neutroni (un sistema stellare binario di due stelle di neutroni che collidono) possa giocare un ruolo nella produzione dei nuclei del processo r, ma questo deve essere ancora confermato dalle osservazioni astronomiche.